# Query Island
Query Island (von englisch query ‚Zweifel, Rückfrage‘, in Argentinien Islote Confuso von spanisch confuso ‚wirr, verworren‘ und auch Islote Duda von spanisch duda ‚Zweifel‘) ist eine markante und felsige Insel vor der Fallières-Küste des Grahamlands auf der Antarktischen Halbinsel. Auf der Südseite der Mikkelsen Bay liegt sie zwischen dem Ausläufer des Clarke-Gletschers und Keyhole Island.
Wissenschaftler des Falkland Islands Dependencies Survey nahmen 1948 erste Vermessungen der Insel und die Benennung vor. Namensgebend war der Umstand, dass aus gewisser Entfernung unklar war, ob es sich um eine Insel oder einen Teil der Festlandküste handelte.